# R5 (motorväg, Belgien)
R5 är en motorväg som fungerar som en ringled vid Mons i Belgien. Motorvägen går i en halvcirkel på den östra sidan om staden.